# آلبرت هوهانیسیان
آلبرت آرتاکی هوهانیسیان (ارمنی: Ալբերտ Արտակի Հովհաննիսյան؛ ۱۵ سپتامبر ۲۰۰۱–۸ اکتبر ۲۰۲۰) گروهبان وظیفه (junior sergeant) نیروهای مسلح ارمنستان که در جنگ ناگورنو قره‌باغ (۲۰۲۰) شرکت نمود و در میان درگیری‌ها کشته شد.

## جنگ دوم قره‌باغ
عکسی از وی که توسط وزارت دفاع ارمنستان منتشر شد و او را در حال شلیک توپ، هنگام نبرد در خط مقدم در سوی جمهوری آرتساخ نشان می‌دهد، خیلی زود به تصویری نمادین مبدل گردید که توسط صدها رسانه در سراسر جهان، هنگام پوشش خبری آخرین حملات آذربایجان به جمهوری آرتساخ مورد استفاده قرار گرفت.

## زندگی شخصی
آلبرت هوهانیسیان در ۱۵ سپتامبر ۲۰۰۱ در ایروان به دنیا آمد وی تنها پسر خانواده بود. وی در دبیرستان هراتسی تحصیل نمود سپس در رشته علوم سیاسی در دانشگاه ارمنی-روسی تحصیل نمود. پس از مرگ «نشان برای شجاعت» از سوی آرائیک هاروتیونیان رئیس‌جمهوری جمهوری آرتساخ به وی اعطاء گردد